# GEORG (Satellitensystem)
GEORG (Global Electro Optical Reconnaissance System Germany) ist ein in der Entwicklung befindliches Satellitensystem zur weltweiten elektro-optischen Aufklärung und Fernerkundung für den deutschen Bundesnachrichtendienst (BND). Das Projekt besteht aus zwei Satelliten und wird von dem Bremer Unternehmen OHB gebaut. Ein dritter Satellit soll die ersten beiden ergänzen. Eine Nachfolgegeneration ist bereits in Planung.
Das Projekt ist spätestens seit November 2016 öffentlich bekannt. Am 8. November 2017 erhielt die OHB System AG, ein Tochterunternehmen des Bremer Raumfahrtkonzerns OHB SE den Zuschlag für GEORG. Für die ersten beiden Satelliten beträgt das Finanzvolumen bis zu 400 Millionen Euro, die vom Vertrauensgremium des Deutschen Bundestages bewilligt wurden. Der dritte Satellit soll mehr als 150 Millionen Euro kosten. Vor dem GEORG-Projekt gab es Pläne, dass sich der BND am Erdbeobachtungssatelliten HiROS (High Resolution Optical System) beteiligt, bei dem der Dienst 30 Prozent der Kapazitäten hätte nutzen dürfen. Der Start des ersten GEORG-Aufklärungssatelliten ins Weltall soll 2025 erfolgen. Zunächst war der erste Start im Jahr 2022 geplant, später wurde von 2024 berichtet. Die Satelliten sollen mit Raketen des Unternehmens SpaceX ins All verbracht werden. Sie sollen von einer Bodenstation der Bundeswehr gesteuert und vom BND von Berlin aus geführt werden.
Bislang stehen der Bundesregierung mittels der Bundeswehr mit dem System SAR-Lupe und dessen Nachfolger SARah eigene Wetter unabhängige Aufklärungssatelliten mit Radar zur Verfügung. Für optische Satellitenaufnahmen beteiligte sich die Bundesregierung mit 210 Millionen Euro an dem französischen System Composante Spatiale Optique und erhielt dafür Zugriff auf 20 Prozent der Kapazitäten. Auch am Vorgänger Helios hatte sich Deutschland beteiligt. Neben OHB soll auch Airbus und möglicherweise Israel Aerospace Industries ein Angebot für das Satellitenaufklärungssystem des BND abgegeben haben.
Mit GEORG verfolgt das Bundeskanzleramt das Ziel, den BND unabhängiger von der Bundeswehr und von der Bereitstellung von Satellitendaten durch andere Staaten zu machen. Der deutschen Bundesregierung können so „unbeeinflusste Informationen“ bereitgestellt werden. Die Entscheidung zur Beschaffung des Systems stünde auch in Zusammenhang mit einer veränderten Sicherheitslage rund um Europa, der gestiegenen Bedrohung durch den internationalen Terrorismus sowie dem Wunsch der Bundesregierung, unabhängiger von den Vereinigten Staaten zu werden.
Die politische Opposition hinterfragte die Notwendigkeit und die Kostenkalkulation des Projekts. In den geheimen Antragsunterlagen räumte der BND laut Zeit ein, dass die Kosten für das Projekt um bis zu ein Viertel des vereinbarten Gesamtvolumens überschritten werden könnten (100 Millionen mehr).
GEORG ist das erste Satellitensystem des BND. Die Namensgebung des Projekts ist eine Anspielung auf den Schutzpatron des BND, den Heiligen Georg.